# IC 2402
IC 2402 је лентикуларна галаксија у сазвјежђу Рак која се налази на листи објеката дубоког неба у Индекс каталогу.
Деклинација објекта је + 31° 47' 10" а ректасцензија 8h 47m 59,0s. Привидна величина (магнитуда) објекта IC 2402 износи 14,7 а фотографска магнитуда 15,6. IC 2402 је још познат и под ознакама MCG 5-21-10, CGCG 150-33, NPM1G +31.0140, PGC 24720.